# Марія Окі Дьюїнґ
Марія Річардз Окі (Maria Richards Oakey; 27 жовтня 1845, Нью-Йорк — 13 грудня 1927, там само), у шлюбі Окі Дьюїнґ (англ. Maria Oakey Dewing) — американська художниця, одна з засновників нью-йоркської художньої школи Ліга студентів-художників Нью-Йорка.

## Біографія
Народилася 27 жовтня 1845 року в Нью-Йорку п'ятою дитиною в сім'ї Вільяма Френсіса Окі і Саллі Салліван Окі, де було десятеро дітей.
В 1866 році Марія Окі почала навчання в нью-йоркській школі Cooper Union School of Design, де навчалася до 1870 року у багатьох відомих американських художників. Тут навчалася також її подруга і майбутня художниця Гелена де Кей (англ. Helena de Kay). З 1871 по 1875 роки Окі навчалася в школі Antique School of National Academy of Fine Arts, винаймаючи в цей час квартиру разом з де Кей. Брала уроки живопису у художника Джона Ла Фаржа. Перші її праці виставлялися в Національній академії дизайну. У 1875 році Окі та інші студенти створили в Нью-Йорку школу Art Students League of New York. В цьому ж році її роботи експонувалися на виставці, організованій в Нью-Йорку Ла Фаржем. У 1875 році деякий час навчалася у Вільяма Ганта (англ. William Morris Hunt), а в 1876 році — у Тома Кутюра.
Марія Окі була однією з перших членів Товариства американських художників, що утворилося в 1877 році. 
У 1881 році одружилася з художником Томасом Дьюїнґом. З ним з 1885 по 1905 роки проводила літо в художній колонії міста Корніш, штат Нью-Гемпшир. Обидвоє були завзятими садівниками. Квіти, які вони вирощували, надихали Марію писати на мотиви природи. У шлюбі народила сина, який помер в дитинстві, і доньку Елізабет (в 1885 році). 
Роботи Марії Окі Дьюїнґ виставлялися на Всесвітній виставці 1893 року в Чикаго і Панамериканській виставці в Буффало, Нью-Йорк, в 1901 році, де вона отримала бронзові медалі. У 1907 році відбулася її персональна виставка в Пенсильванській академії витончених мистецтв.
Померла 13 грудня 1927 року в Нью-Йорку у власному будинку № 12 на вулиці West 8th Street (недалеко від Вашингтона-Сквер-парку).

## Творчість
Праці художниці включені до колекції Смітсонівського музею американського мистецтва, Національної галерея мистецтв, Детройтського інституту мистецтв, Hood Museum of Art (Гановер, Нью-Гемпшир), Addison Gallery of American Art (Андовер, Массачусетс).

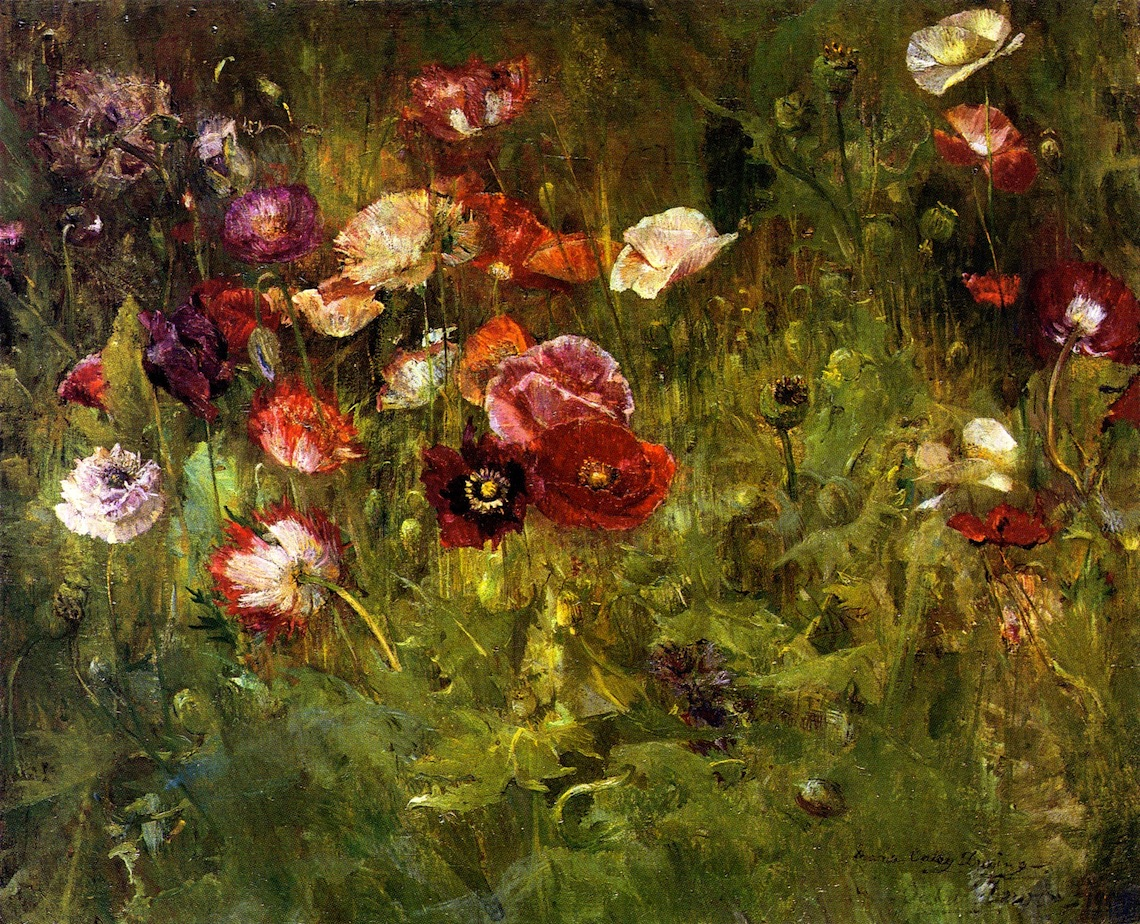
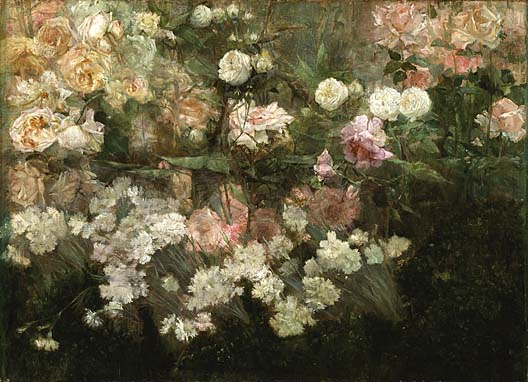
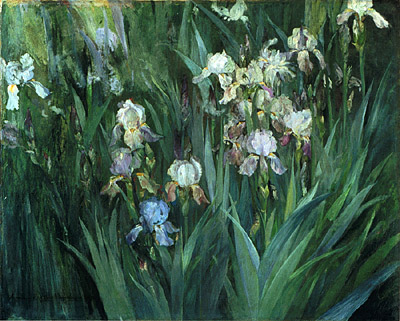